# Большое Буньково
Большо́е Бу́ньково — деревня в Богородском городском округе Московской области России.

## Население
| 1852 | 1859 | 1890 | 1926  | 2002  | 2006  | 2010  |
| ---- | ---- | ---- | ----- | ----- | ----- | ----- |
| 874  | ↘851 | ↘362 | ↗1643 | ↗3440 | ↘2941 | ↗4084 |

## География
Расположена на востоке Московской области, в восточной части Ногинского района, на Горьковском шоссе М7, примерно в 48 км к востоку от Московской кольцевой автодороги и 10 км к востоку от центра города Ногинска, по левому берегу реки Клязьмы при впадении в неё реки Плотни.
В 11 км к югу от деревни проходит Носовихинское шоссе, в 10 км к западу — Московское малое кольцо А107, в 15 км к северо-востоку — Московское большое кольцо А108. Ближайшие населённые пункты — посёлок Новостройка, деревни Караваево и Грибанино.
В деревне 14 улиц, 3 проезда, 2 переулка, 1 микрорайон, приписано дачное партнёрство (ДНП) и 15 садоводческих товариществ (СНТ).

## История
В середине XIX века деревня относилась ко 2-му стану Богородского уезда Московской губернии и принадлежала действительному статскому советнику Николаю Гавриловичу Рюмину, в деревне было 93 двора, крестьян 425 душ мужского пола и 449 душ женского, работала шёлковая фабрика купца Миронова.
В «Списке населённых мест» 1862 года — владельческая деревня 2-го стана Богородского уезда Московской губернии на Владимирском шоссе, в 10 верстах от уездного города и 32 верстах от становой квартиры, при колодце, с 105 дворами, фабрикой и 851 жителем (405 мужчин, 446 женщин).
По данным на 1890 год — центр Буньковской волости (до 1924 года) 2-го стана Богородского уезда с 362 жителями; в деревне располагалось волостное правление, имелась земская школа, работали шерсто-бумажная фабрика купца С. Я. Миронова (118 рабочих), полушерстяная и полушёлковая фабрики купца М. А. Миронова (150 рабочих), которыми управляли сами владельцы.
В 1913 году — 200 дворов, волостное правление, земское училище, пожарная дружина, две фабрики Мироновых с находящейся при них амбулаторией.
По материалам Всесоюзной переписи населения 1926 года — центр Буньковского сельсовета Пригородной волости Богородского уезда на Владимирском шоссе и в 10,7 км от станции Богородск Нижегородской железной дороги, проживало 1634 жителя (714 мужчин, 920 женщин), насчитывалось 397 хозяйств, из которых 259 крестьянских, имелись школа 1-й ступени, вечерняя рабочая школа, библиотека, клуб, больница, лавка и чайная, были организованы ткацкая и сельскохозяйственная артели, а также сельскохозяйственное товарищество.
С 1929 года — населённый пункт Московской области.
В 2004 году в состав деревни вошёл посёлок Участок-2 Буньковского сельского округа.
Административно-территориальная принадлежность
1929—1930 гг. — центр Больше-Буньковского сельсовета Павлово-Посадского района (до 9.10.1929) и Буньковского сельсовета Богородского района.
1930—1963, 1965—1994 гг. — центр Буньковского сельсовета Ногинского района.
1963—1965 гг. — центр Буньковского сельсовета Орехово-Зуевского укрупнённого сельского района.
1994—2006 гг. — центр Буньковского сельского округа Ногинского района.
2006—2018 гг. — административный центр сельского поселения Буньковское Ногинского муниципального района.
2018—настоящее время — административный центр сельского поселения Буньковское Богородского городского округа.

## Экономика
- Буньковский завод керамических изделий
- Буньковский экспериментальный завод — производство стеклотары
- Фабрика полипропиленовой и полимерной упаковки
- Завод по обжарке семян подсолнечника

В деревне размещены:
- 282-й учебный центр войск радиационной, химической и биологической защиты межвидовой, региональный
- 5-й спецбатальон ДПС 2-го спецполка ДПС УГИБДД МО (подразделение по работе на автомагистрали М7)
- 200-й отряд РХБ защиты чрезвычайного реагирования — расформирован
- Бывший 12-й отдельный батальон РХБ защиты, ныне войсковая часть 11262-2
- Объединённый координационный центр войск РХБ защиты

## Культура, образование
В деревне есть школа, больница, клуб, стадион. В 2009 году в в/ч химзащиты освящён храм Александра Невского Русской православной церкви.

## Достопримечательности
- Вблизи деревни найдены неолитические стоянки человека льяловской и фатьяновской культур.
- Недалеко от деревни популярное озеро Боровое и одноимённый дом отдыха.
- В Б.Буньково до середины XIX века проживали предки художников Коровиных.